# John Travolta
John Joseph Travolta (Englewood, 18 de fevereiro de 1954) é um ator, cantor, produtor e piloto norte-americano. Travolta ganhou fama durante a década de 1970, estrelando sucessos de bilheterias como Carrie (1976), Saturday Night Fever (1977) e Grease (1978). Sua carreira declinou nos anos 80, mas teve um ressurgimento nos anos 1990 com seu papel no aclamado filme Pulp Fiction (1994), e desde então ele estrelou em vários filmes como Get Shorty (1995), Broken Arrow (1996), Face/Off (1997), Primary Colors (1998), The General's Daughter (1999), Swordfish (2001), The Punisher (2004), Be Cool (2005), Wild Hogs (2007), Hairspray (2007), Bolt (2008) e The Taking of Pelham 123 (2009).
John ganhou um Emmy Award e um Golden Globe Award. além de duas indicações ao Oscar de Melhor Ator. Em 1985, ele recebeu uma estrela na Calçada da Fama em Hollywood.

## Biografia
John é o mais novo de seis filhos do casal Helen e Salvatore Travolta. Seu pai, Salvatore "Sam" Travolta, era um jogador de futebol americano semiprofissional que virou vendedor de pneus e sócio de uma empresa de pneus. Sua mãe, Helen Cecilia, era uma atriz e cantora que fez parte do The Sunshine Sisters, um grupo vocal de rádio, e atuou e dirigiu antes de se tornar uma professora de teatro e inglês no ensino médio. Seus irmãos Joey, Ellen, Ann, Margaret e Sam também se tornaram atores.
John cresceu na pequena cidade de Englewood, New Jersey. Na adolescência sua mãe resolveu inscrevê-lo em uma escola de teatro em Nova York, onde pôde estudar canto, dança e atuação. Aos 16 anos conseguiu seu primeiro papel no musical de verão Bye Bye Birdie. Em 1971, ele decidiu abandonar a escola e investir de vez na profissão, se mudando para Nova York.

## Carreira

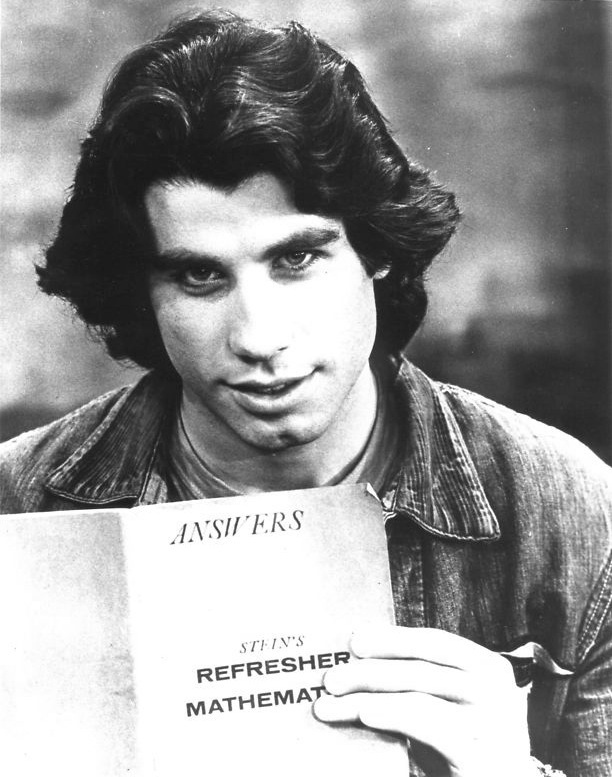
Travolta como Vinnie Barbarino na série Welcome Back, Kotter, em 1976

Ao chegar em Nova York, Travolta conseguiu um papel na Broadway no musical Over Here!. Após chamar atenção de olheiros que o assistiram no musical, ele conseguiu um agente e se mudou para Los Angeles. O primeiro papel de Travolta na televisão foi como uma vítima de queda em Emergency!, em setembro de 1972, e seguiu fazendo pequenos papéis nas séries de televisão. Em 1975, conseguiu seus primeiros papeis de destaque, o primeiro foi no telefilme The Devil's Rain, e o segundo foi na série de tv Welcome Back, Kotter (1975-79), como Vinnie Barbarino, onde alcançou o sucesso junto ao público estadunidense. 
Sua carreira no cinema começou em 1976, interpretando o valentão Billy Nolan no filme de terror Carrie, dirigido por Brian de Palma. No mesmo ano, ele se lançou como cantor, e teve um single de sucesso intitulado "Let Her In", que chegou ao 10º lugar na parada Billboard Hot 100 em julho de 1976; E também estrelou o telefilme The Boy in the Plastic Bubble,
 

Quando foi rodar Saturday Night Fever (1977), Travolta já atraía fãs histéricas. Em documentário gravado para a edição comemorativa de 30 anos do filme, a atriz Donna Pescow, intérprete de Annette, contou que certa vez as fãs começaram a balançar o trailer onde ela e Travolta estavam, no intuito de fazê-lo sair do local. Com o sucesso do filme e uma indicação ao Oscar de Melhor Ator, Travolta se tornou um dos artistas mais famosos do mundo. 

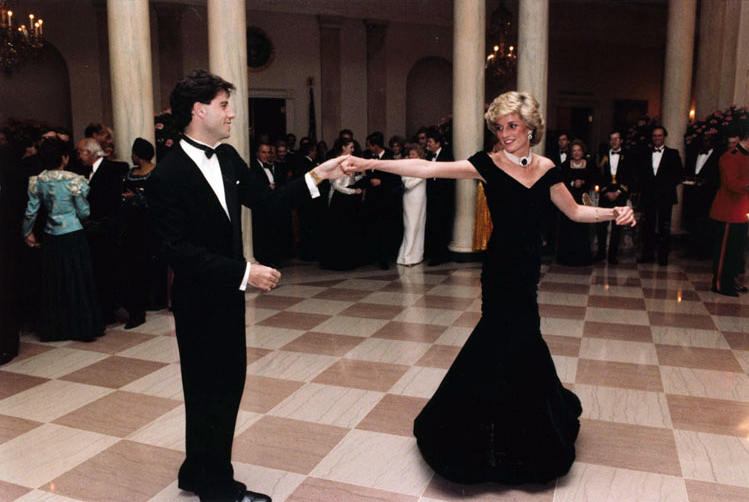
Travolta dançando com a Princesa Diana, na Casa Branca, em 1985.

Sua popularidade cresceu ainda mais quando ele interpretou Danny Zuko no musical Grease (1978), ao lado de Olivia Newton-John. O filme foi um sucesso tanto de crítica quanto comercial, sendo o filme de maior bilheteria em 1978; Sua trilha sonora vendeu mais de 30 milhões de cópias em todo o mundo, tornando-se um dos álbuns mais vendidos de todos os tempos.
Em 1980, John estrelou ao lado de Debra Winger o filme de faroeste romântico Urban Cowboy, que também foi um sucesso critico e comercial, principalmente por sua trilha sonora, que foi creditada por estimular o renascimento da música country nos Estados Unidos. A parceria entre Olivia e John foi repetida na comédia romântica Embalos a Dois (1983), mas sem o mesmo sucesso. A boa fase de John Travolta durou até Os Embalos de Sábado Continuam (1983), onde voltou a interpretar Tony Manero. Entretanto, as críticas negativas fizeram do filme um grande fracasso. 
Em 1984, ele foi introduzido na Academia Americana de Conquistas e recebeu um Prêmio Golden Plate, e estrelou Perfect (1985), ao lado de Jamie Lee Curtis. Durante esse tempo, Travolta recebeu várias ofertas de papéis principais em filmes que se tornariam sucessos de bilheteria, mas recusou, entre os títulos recusados estavam American Gigolo, An Officer and a Gentleman e Splash. Em 1989, após alguns anos sem projetos de destaque, ele estrelou com a atriz Kirstie Alley a comédia Look Who's Talking, que se tornou seu filme de maior sucesso em anos, e rendeu duas sequências, Look Who's Talking Too (1990) e Look Who's Talking Now (1993) 

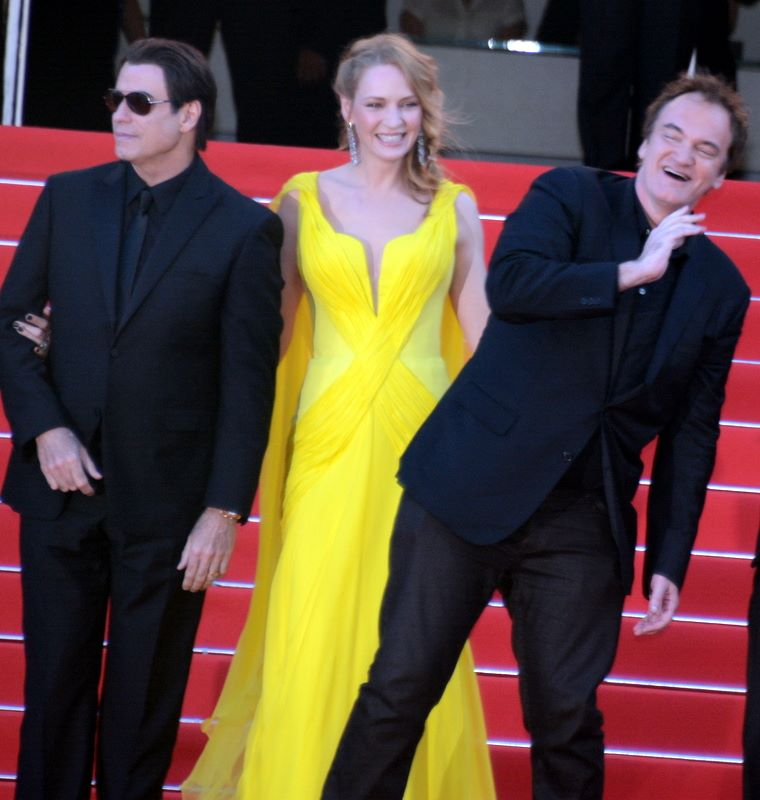
Travolta, Uma Thurman e Quentin Tarantino no Festival de Cinema de Cannes em 2014, comemorando o 20º aniversário de Pulp Fiction.

Seu retorno ao primeiro time dos astros de Hollywood foi em 1994, com o aclamado Pulp Fiction, de Quentin Tarantino. O personagem Vincent Vega lhe rendeu uma segunda indicação ao Oscar de Melhor Ator; A cena em que ele dança ao lado de Uma Thurman entrou para a história do cinema. Com a carreira revigorada, Travolta emendou vários filmes de sucesso, como O Nome do Jogo (1995), A Última Ameaça (1996) e A Outra Face (1997). 
Produzido e estrelado por John, o filme de ficção científica A Reconquista (2000), foi um enorme fracasso crítico e comercial; O longa que é baseado no romance de mesmo nome do fundador da Cientologia, L. Ron Hubbard, lhe rendeu o prêmio Framboesa de Ouro de pior ator. Logo em seguida, ele voltou a mostrar bons resultados de bilheteria com A Senha: Swordfish (2001), Ladder 49 (2004) e Be Cool (2005). Em 2007, John emplacou dois sucessos de bilheteria, Motoqueiros Selvagens e Hairspray, onde interpretou Edna, mãe da protagonista Tracy, sendo esse seu primeiro musical desde Grease. Em 2008, dublou o personagem-título da animação da Disney Bolt.
Em 2016, retornou à televisão interpretando o advogado Robert Shapiro na série The People v. OJ Simpson: American Crime Story, que lhe rendeu um Emmy Award como produtor, bem como uma indicação de Melhor Ator Coadjuvante. Ele também foi indicado ao Emmy por seu papel na série de comédia de ação Die Hart (2021).

## Vida pessoal
Travolta namorou com a atriz Diana Hyland, que conheceu durante as filmagens de The Boy in the Plastic Bubble. Eles permaneceram juntos até a morte de Hyland por câncer de mama em 27 de março de 1977.

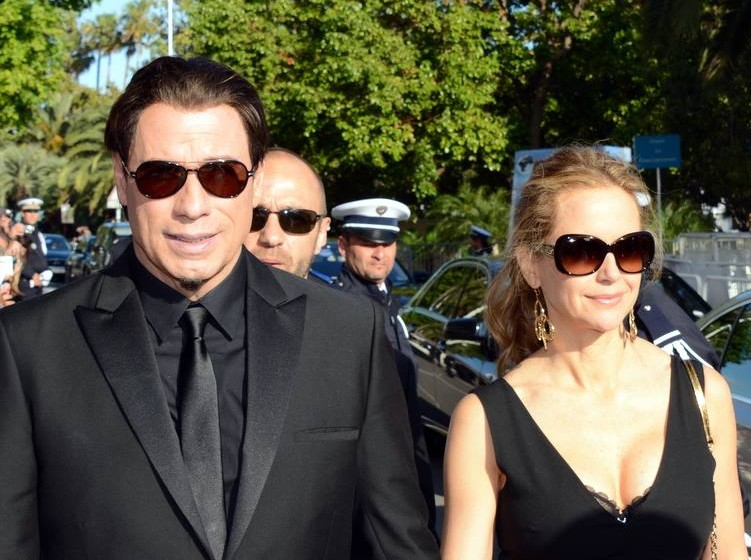
Travolta com a sua esposa Kelly Preston no Festival de Cannes de 2014

Ele foi casado com a atriz Kelly Preston de 1991, até a sua morte em 12 de julho de 2020, em decorrência de um câncer de mama. Juntos tiveram 3 filhos: Jett, nascido em 13 de abril de 1992, Ella Bleu, nascida em 3 de abril de 2000, e Benjamim, nascido em 23 de novembro de 2010. Jett Travolta, faleceu em 2 de janeiro de 2009, aos 16 anos, devido a uma convulsão sofrida nas Bahamas, onde a família passava férias. Jett possuía a Síndrome de Kawasaki, tendo sido diagnosticado com a doença aos dois anos de idade, e tinha convulsões regulares. Em memória de Jett, Travolta criou a 'Fundação Jett Travolta', uma organização sem fins lucrativos para ajudar crianças com necessidades especiais.
John foi criado como católico, mas se converteu à Cientologia em 1975, aos 21 anos, e desde então, se tornou um dos mais proeminentes apoiadores da religião.  John é apaixonado por aeronaves, e está qualificado para pilotar aviões Boeing 707, 737 e 747. Ele possui dois aviões, um Boeing 707, de matrícula N707JT e um Grumman Gulfstream II, de matrícula N728T.
Em 2014, durante a cerimonia do Oscar, Travolta se confundiu ao anunciar a apresentação da cantora Idina Menzel, a anunciando como “Adele Dazeem”, uma pessoa inexistente. A gafe teve uma enorme repercussão na internet.
Em maio de 2012, um massagista entrou com uma ação judicial contra John, alegando agressão sexual. O advogado de Travolta disse que as alegações eram "completa ficção", e declarou que seu cliente seria capaz de provar que não estava na Califórnia no dia em questão. Mais tarde, um segundo massagista também entrou com uma ação judicial, fazendo alegações semelhantes. Ambas as ações judiciais foram posteriormente retiradas.

## Filmografia
| Ano  | Título                                         | Título em português                            | Papel                                   | Notas |
| ---- | ---------------------------------------------- | ---------------------------------------------- | --------------------------------------- | --- |
| 1975 | The Tenth Level                                |                                                | John                                    | Filme para a televisão |
| 1975 | The Devil's Rain                               |                                                | Danny                                   | |
| 1976 | The Boy in the Plastic Bubble                  | br: O Garoto da Bolha de Plastico              | Tod Lubitch                             | Filme para a televisão Indicado ao TV Land Award |
| 1976 | Carrie                                         | br: Carrie, a Estranha                         | Billy Nolan                             | |
| 1977 | Saturday Night Fever                           | br: Os Embalos de Sábado à Noite               | Tony Manero                             | National Board of Review de melhor ator Oscar de melhor ator Globo de Ouro de melhor ator em comédia ou musical National Society of Film Critics Award de melhor ator New York Film Critics Circle Award de melhor ator |
| 1978 | Moment by Moment                               |                                                | Strip Harrison                          | |
| 1978 | Grease                                         | br: Grease: Nos Tempos da Brilhantina          | Daniel "Danny" Zuko                     | Globo de Ouro de melhor ator Prêmio Henrietta de ator de cinema mundial favorito |
| 1980 | Urban Cowboy                                   | br: Cowboy do Asfalto                          | Buford 'Bud' Uan Davis                  | |
| 1981 | Blow Out                                       | br: Um Tiro na Noite                           | Jack Terry                              | |
| 1983 | Staying Alive                                  | br: Os Embalos de Sábado Continuam             | Tony Manero                             | |
| 1983 | Two of a Kind                                  | br: Embalos a Dois                             | Zack Melon                              | |
| 1985 | Perfect                                        | br: Perfeição                                  | Adam Lawrence                           | |
| 1987 | Basements                                      |                                                | Ben                                     | Segmento "The Dumb Waiter" |
| 1989 | Look Who's Talking                             | br: Olha Quem Está Falando                     | James Ubriacco                          | |
| 1989 | The Experts                                    | br: Os Espertinhos                             | Travis                                  | |
| 1990 | Look Who's Talking Too                         | br: Olha Quem Está Falando Também              | James Ubriacco                          | |
| 1991 | Shout                                          |                                                | Jack Cabe                               | |
| 1991 | Eyes of an Angel                               | br: O Preço do Afeto                           | Bobby                                   | também conhecido como The Tender |
| 1991 | Chains of Gold                                 | br: Correntes Alucinantes                      | Scott Barnes                            | Telefilme; também assina o roteiro |
| 1992 | Boris and Natasha: The Movie                   | br: Se Falhar, Morre                           | Ele próprio                             | participação especial |
| 1993 | Look Who's Talking Now                         | br: Olha Quem Está Falando Agora               | James Ubriacco                          | |
| 1994 | Pulp Fiction                                   | br: Pulp Fiction - Tempo de Violência          | Vincent Vega                            | Prêmio David di Donatello de melhor ator estrangeiro London Critics Circle Film Award de ator do ano Los Angeles Film Critics Association Award de melhor ator Prêmio do Festival Internacional de Cinema de Estocolmo de melhor ator Oscar de melhor ator Prêmio BAFTA de melhor ator em cinema em papel principal Chicago Film Critics Association Award de melhor ator Dallas-Fort Worth Film Critics Association Award de melhor ator Globo de Ouro de melhor ator - filme dramático MTV Movie Award de melhor sequência de dança (dividido com Uma Thurman) MTV Movie Award de melhor performance MTV Movie Award de melhor dupla em cinema (dividido com Samuel L. Jackson) National Society of Film Critics Award de melhor ator Screen Actors Guild Award de performance de destaque por ator em papel principal |
| 1995 | Get Shorty                                     | br: O Nome do Jogo                             | Chili Palmer                            | American Comedy Award de ator mais engraçado em longa-metragem Globo de Ouro de melhor ator - longa-metragem musical ou comédia Southeastern Film Critics Association Award de melhor ator Screen Actors Guild Award de performance de destaque de elenco em longa-metragem |
| 1995 | White Man's Burden                             | br: A Cor da Fúria                             | Louis Pinnock                           | |
| 1996 | Michael                                        | br: Anjo e Sedutor                             | Michael                                 | |
| 1996 | Phenomenon                                     | br: Fenômeno                                   | George Malley                           | |
| 1996 | Broken Arrow                                   | br: A Última Ameaça                            | Maj. Vic 'Deak' Deakins                 | |
| 1997 | Off the Menu: The Last Days of Chasen's        |                                                | Ele mesmo                               | documentário |
| 1997 | Mad City                                       | br: O Quarto Poder                             | Sam Baily                               | |
| 1997 | Face/Off                                       | br: A Outra Face                               | Sean Archer / Castor Troy               | MTV Movie Award de melhor dupla em cinema (dividido com Nicolas Cage) Blockbuster Entertainment Award de ator favorito - ação/aventura MTV Movie Award de melhor performance MTV Movie Award de melhor vilão (dividido com Nicolas Cage Saturn Award de melhor ator |
| 1997 | She's So Lovely                                | br: Loucos de Amor                             | Joey Giamonti                           | também produtor-executivo |
| 1998 | A Civil Action                                 | br: A Qualquer Preço                           | Jan Schlichtmann                        | |
| 1998 | The Thin Red Line                              | br: Além da Linha Vermelha                     | General Quintard                        | Satellite Award especial para elenco de destaque em longa-metragem |
| 1998 | Primary Colors                                 | br: Segredos do Poder                          | Governador Jack Stanton                 | Golden Globe Award de melhor ator - filme musical ou comédia |
| 1999 | The General's Daughter                         | br: A Filha do General                         | Oficial Paul Brenner                    | |
| 1999 | Our Friend, Martin                             |                                                | Pai de Kyle                             | Voz; filme educativo de animação |
| 2000 | Welcome to Hollywood                           |                                                | Ele próprio                             | Participação, documentário-sátira |
| 2000 | Lucky Numbers                                  | br: Bilhete Premiado                           | Russ Richards                           | |
| 2000 | Battlefield Earth                              | br: A Reconquista                              | Terl                                    | também produtor Framboesa de Ouro de pior ator |
| 2001 | Domestic Disturbance                           | br: Inimigo em Casa                            | Frank Morrison                          | |
| 2001 | Swordfish                                      | br: A Senha Swordfish                          | Gabriel Shear                           | |
| 2002 | Austin Powers in Goldmember                    | br: Austin Powers em O Homem do Membro de Ouro | Ele mesmo como "Austinpussy" Goldmember | Participação especial |
| 2003 | Basic                                          | br: Violação de Conduta                        | Tom Hardy                               | |
| 2004 | Ladder 49                                      | br: Brigada 49                                 | Capitão Mike Kennedy                    | |
| 2004 | A Love Song for Bobby Long                     | br: Uma Canção de Amor para Bobby Long         | Bobby Long                              | |
| 2004 | The Punisher                                   | br: O Justiceiro                               | Howard Saint                            | |
| 2005 | Magnificent Desolation: Walking on the Moon 3D |                                                | James Benson "Jim" Irwin                | Narrador; documentário |
| 2005 | Be Cool                                        | br: Be Cool - O Outro Nome do Jogo             | Chili Palmer                            | |
| 2006 | Lonely Hearts                                  | br: Os Futitivos                               | Elmer C. Robinson                       | |
| 2007 | Wild Hogs                                      | br: Motoqueiros Selvagens                      | Woody Stevens                           | |
| 2007 | Hairspray                                      | br: Hairspray - Em Busca da Fama               | Edna Turnblad                           | Broadcast Film Critics Association Award de melhor elenco Prêmio do Festival de Cinema de Hollywood de elenco do ano Prêmio do Festival de Cinema de Hollywood de ator coadjuavente do ano Globo de Ouro de melhor ator coadjuvante - longa-metragem Prêmio do Festival Internacional de Cinema de Palm Springs de melhor elenco Screen Actors Guild Award de performance de destaque por elenco em longa-metragem |
| 2008 | Bolt                                           | br: Bolt - Supercão                            | Bolt o Cão                              | voz |
| 2009 | The Taking of Pelham 123                       | br: O Sequestro do Metrô 123                   | Dennis 'Ryder' Ford                     | |
| 2009 | Old Dogs                                       | br: Surpresa em Dobro                          | Charlie Reed                            | |
| 2010 | From Paris with Love                           | br: Dupla Implacável                           | Charlie Wax                             | |
| 2012 | Savages                                        | br: Selvagens                                  | Dennis                                  | |
| 2013 | Killing Season                                 | br: Tempo de Caça                              | Emil Kovac                              | |
| 2014 | The Forger                                     | br: O Impostor                                 | Ray Cutter                              | |
| 2015 | Gummy Bear The Movie 3D                        |                                                | Gummy Bear                              | Voz |
| 2015 | Criminal Activities                            | br: Atividades Criminosas                      | Eddie                                   | Também produtor executivo |
| 2016 | In a Valley of Violence                        | br: Terra Violenta                             | Marshal Clyde Martin                    | |
| 2016 | I Am Wrath                                     | br: Eu Sou a Fúria                             | Stanley                                 | |
| 2018 | Gotti                                          | br: Gotti: O Chefe da Máfia                    | John Gotti                              | |
| 2018 | Speed Kills                                    | br: Velocidade                                 | Ben Aronoff                             | |
| 2019 | Trading Paint                                  |                                                | Sam Munroe                              | |
| 2019 | The Poison Rose                                | br: Rosa Venenosa                              | Carson Phillips                         | |
| 2019 | The Fanatic                                    | br: Fanático                                   | Moose                                   | |
| 2022 | Paradise City                                  | br: Um Paraíso Perigoso                        | Arlene Buckley                          | |
| 2023 | Mob Land                                       |                                                | Bodie Davis                             | |
| 2023 | The Shepherd                                   |                                                | Johnny Kavanagh                         | Curta-metragem |
| 2024 | Cash Out                                       | br: Transação Perigosa                         | Mason Goddard                           | |
| 2025 | That's Amore!                                  |                                                | Nick Venere                             | [ 33 ] |

| Ano       | Título                          | Papel                      | Notas                          |
| --------- | ------------------------------- | -------------------------- | ------------------------------ |
| 1972      | Emergency!                      | Chuck Benson               | 1 episódio                     |
| 1972      | Owen Marshall: Counselor at Law |                            | 1 episódio                     |
| 1973      | The Rookies                     | Eddie Halley               | 1 episódio                     |
| 1974      | Medical Center                  | Danny                      | 1 episódio                     |
| 1975-1979 | Welcome Back, Kotter            | Vincent "Vinnie" Barbarino | 79 episódios                   |
| 1994      | Saturday Night Live             | Ele mesmo                  | Episódio: "John Travolta/Seal" |
| 2014      | Kirstie                         | Mickey                     | Episódio: "Mickey & Maddie"    |
| 2016      | American Crime Story            | Robert Shapiro             | 10 episódios; também produtor  |
| 2020      | Die Hart                        | Ron Wilcox                 | 10 episódios                   |

## Discografia

### Álbuns
| Ano  | Album                                   | Billboard 200 | Notas                      |
| ---- | --------------------------------------- | ------------- | -------------------------- |
| 1974 | Over Here!                              | —             | Trilha Sonora de Musical   |
| 1976 | John Travolta                           | 39            | Álbum de Estúdio           |
| 1977 | Can't Let You Go                        | 66            | Álbum de Estúdio           |
| 1978 | Travolta Fever                          | 161           | Coletânea                  |
| 1978 | Grease                                  | 1             | Trilha Sonora de Filme     |
| 1983 | Two of a Kind                           | 26            | Trilha Sonora de Filme     |
| 1986 | The Road to Freedom                     | —             | Álbum da Cientologia       |
| 1996 | John Travolta Sings                     | —             | Coletânea                  |
| 2007 | Hairspray                               | 2             | Trilha Sonora de Filme     |
| 2010 | Never Gonna Fall In Love Again          | —             | Coletânea                  |
| 2012 | This Christmas (com Olivia Newton-John) | 81            | Álbum de Natal em Parceria |